# Furkotská dolina
Die Furkotská dolina (deutsch Furkotatal, ungarisch Furkota-völgy, polnisch Dolina Furkotna) ist ein Tal in der Slowakei auf der südlichen Seite der Hohen Tatra.

## Beschreibung und Abgrenzung

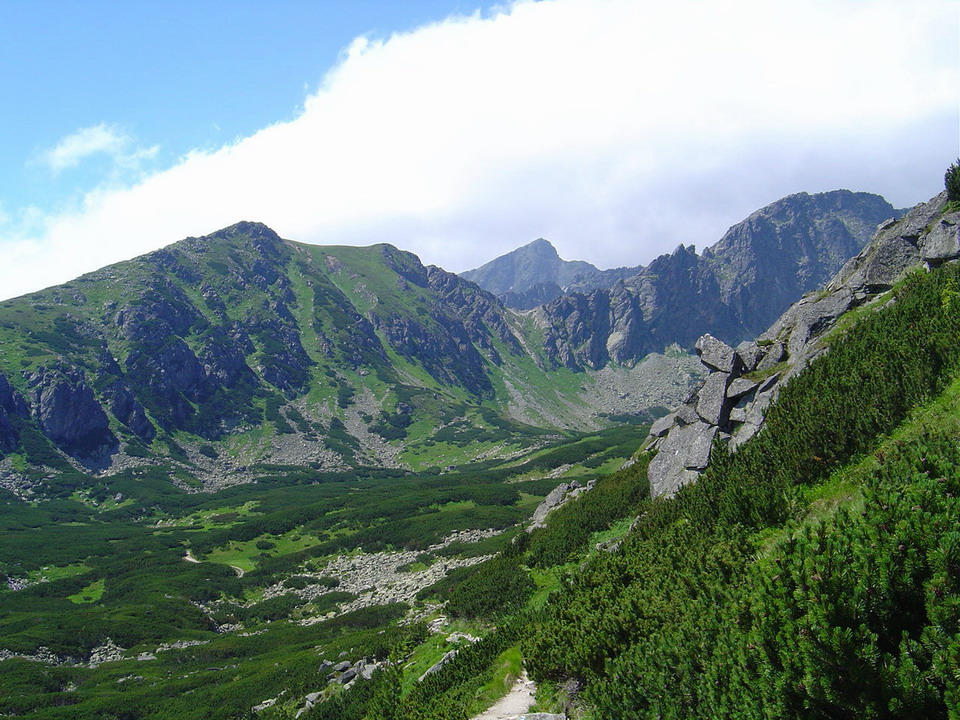
Sedielková kopa (links), Ostrá (rechts) und Kriváň (in der Bildmitte)

Das Tal ist etwa fünfeinhalb Kilometer lang, ist in fünf Terrassen gegliedert und liegt nordwestlich von Štrbské Pleso. Umrandet wird es im Westen durch den vom Berg Hohe Tatra südwärts verlaufenden Seitengrat Kozí chrbát (Scharfer Kamm) im Westen, durch die Hauptachse des Seitengrats zum Berg Kriváň im Norden und durch den am Berg Furkotský štít beginnenden Seitengrat Solisko im Osten.
Das Tal grenzt an die folgenden Täler: Nefcerka im Talsystem von Kôprová dolina im Norden, Mlynická dolina im Osten und Dolina Suchej vody, dem nordöstlichen Abzweig von Važecká dolina, im Westen.

## Gewässer

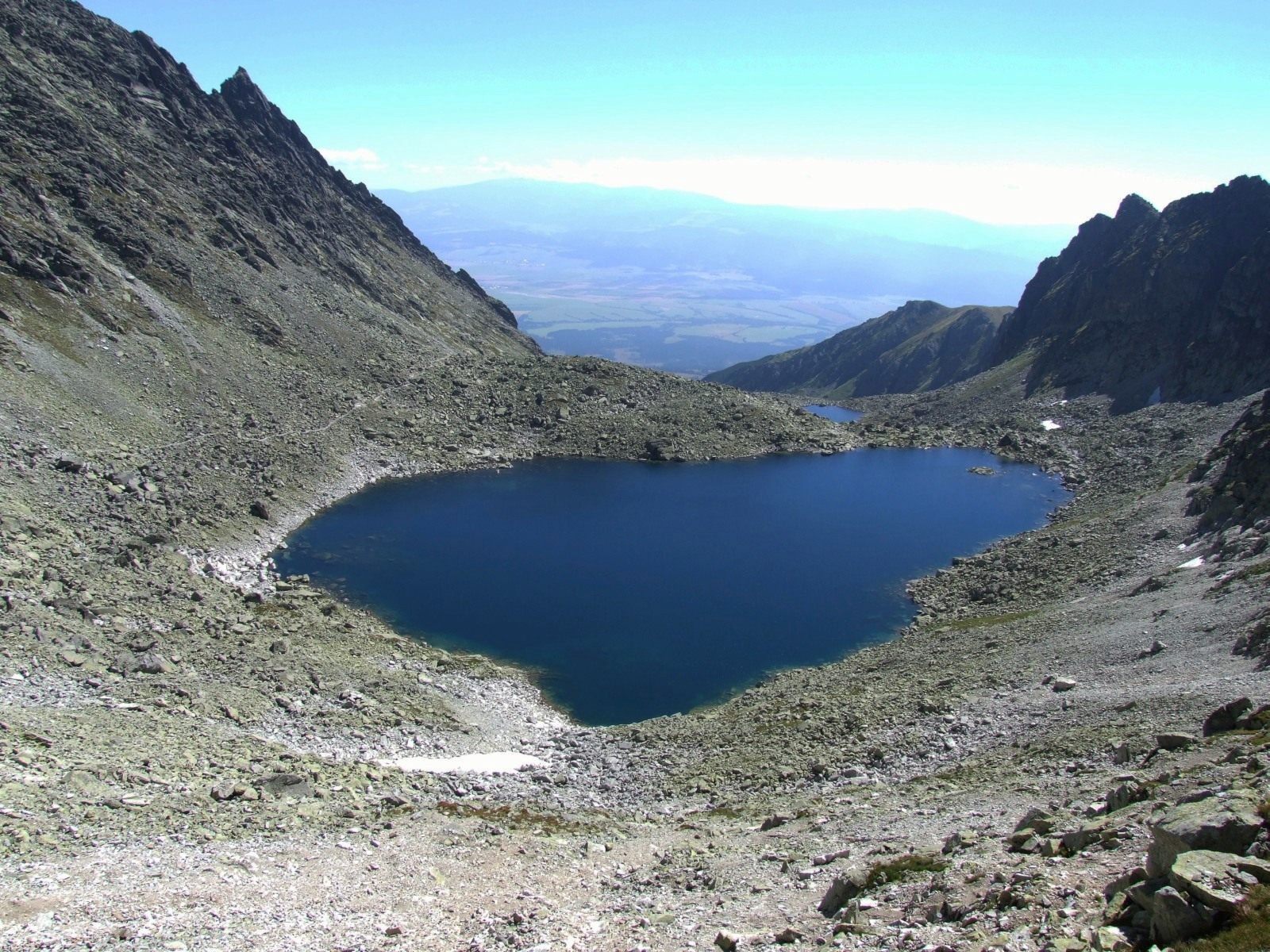
Vyšné Wahlenbergovo pleso

Durch das Tal fließt der Furkotský potok (deutsch Furkotabach), einem rechtsseitigen Zufluss des Biely Váh (Weiße Waag), einer der Quellflüsse der Waag. Als letztes Tatratal (vom Westen gesehen) gehört die Furkotská dolina zum Einzugsgebiet des Schwarzen Meeres, denn das östlich angrenzende Tal Mlynická dolina gehört bereits zum Einzugsgebiet der Ostsee. Im Tal befinden sich mehrere Bergseen: ganz unten liegen die kleinen Seen Nižné rakytovské pliesko (Unterer Weidensee) und Vyšné rakytovské pliesko (Oberer Weidensee), weiter bergauf findet man Nižné Furkotské pleso (Unterer Furkotasee) und Vyšné Furkotské pleso (Oberer Furkotasee). Über 2000 m n.m. sind Nižné Wahlenbergovo pleso (Unterer Wahlenberg-See), Soliskové pliesko (Salzberg-Seelein) und Vyšné Wahlenbergovo pleso (Oberer Wahlenberg-See).

## Name und Geschichte

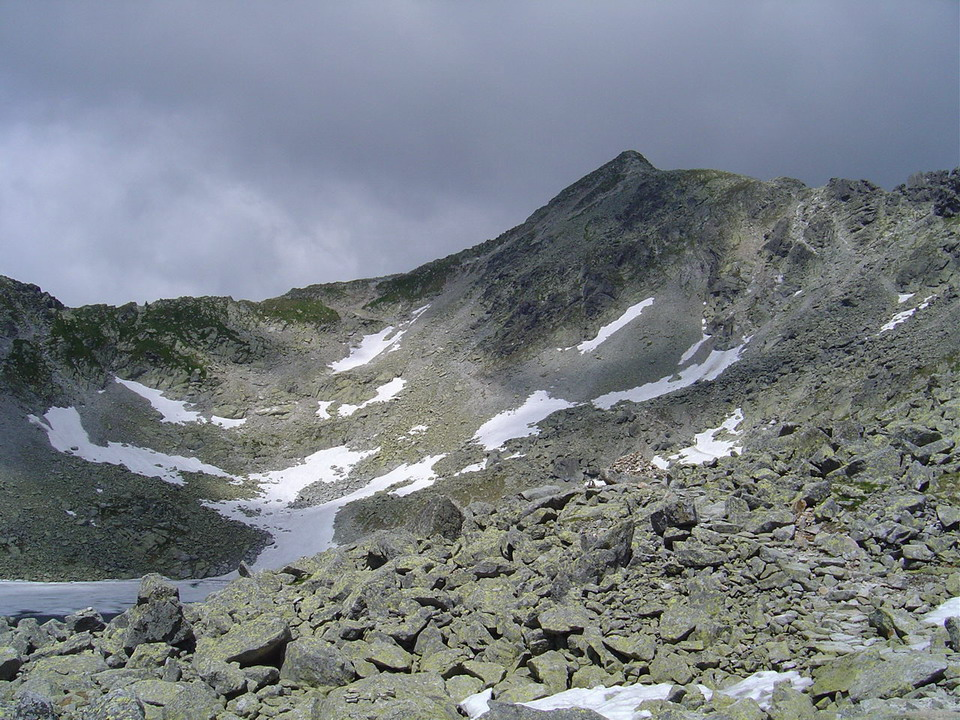
Furkotský štít

Der Name des Tals ist vom Bachnamen übernommen worden. Zur Namensherkunft gibt es mehrere Erklärungsversuche. Im Jahrbuch 1892 des Ungarischen Karpathenvereins vermutet Jozef Mihalik den Ursprung im keltischen Wort furka, mit der Bedeutung „scharf“. Möglicherweise war damit die Gestalt des Bergs Ostrá (deutsch Scharfkammspitze) gemeint. Der slowakische Tatra-Historiker Ivan Bohuš vermutet eine spätere Namensherkunft: der Name sei von den Hirten aus Važec und Štrba nach dem „glucksenden“ oder „plätschernden“ Wasserlauf, slowakisch frkot, gebildet worden. Durch Substantivierung entstand der Bachname Frkota, das „u“ kam später durch einen Übertragungsfehler hinzu.
Der slowakische Schriftsteller Anton Marec leitet den Namen von der mittelalterlichen Bergbauaktivität in der Ortslage Za Handel im benachbarten Tal Važecká dolina ab: aus dem altdeutschen Wort lateinischen Ursprungs furka, das einen Bergpass bezeichnete. Demzufolge bezeichnete Furkatal oder Farkatal ein Tal hinter dem Pass.
Das Tal besuchten seit dem Mittelalter Hirten aus Važec und Štrba mit ihren Herden, dazu auch Raubschützen, die gerne Tatra-Gämsen jagten. Am 5. August 1879 fanden die Professoren Imre Kővi und Martin Róth einen Weg über den Sattel Bystré sedlo. 1885–1886 ließ der Ungarische Karpathenverein einen Weg von Štrbské Pleso zum Kriváň anlegen, womit sich zwar die Erreichbarkeit verbesserte, die ursprünglichen Hirten- und Jägerpfade im Tal blieben aber weitgehend unberührt. Erst in den 1930er Jahren legte der Klub Tschechoslowakischer Touristen einen Wanderweg an. 1936 entstand im unteren Tal die Berghütte Furkotská chata (auch Lonekova chata) genannt, die aber 1956 durch einen Brand zerstört wurde.

## Tourismus
Durch das Tal verläuft ein gelb markierter Weg vom ca. 2300 m n.m. hohen Übergang Bystrá lávka vom Tal Mlynická dolina heraus, der dann bergab zum ca. 1450 m n.m. hohen Abzweig mit dem rot markierten Wanderweg Tatranská magistrála im unteren Teil des Tals führt. Erreichbar ist das Tal auch über einen blau markierten Weg von Štrbské Pleso über die Berghütte Chata pod Soliskom.